# Erebia inuitica
Erebia inuitica är en fjärilsart som beskrevs av Colin W. Wyatt 1966. Erebia inuitica ingår i släktet Erebia och familjen praktfjärilar. Inga underarter finns listade i Catalogue of Life.